# رود لو
رود لو رودی است به کانال مانش می‌ریزد. این رود از کشور بریتانیا می‌گذرد. طول آن ۳۰٫۴۸ مایل (۴۹٫۰۵ کیلومتر) است.